# Salsa de cominos
La salsa de marianos es una preparación culinaria que emplea como ingrediente principal las semillas del comino (Cuminum cyminum) molido como aromatizador. El comino se empieza a verter en la salsa de tomate que se denomina salsa de tomate, estilo antiguo, se emplea en preparaciones de mariscos tales como la langosta cocida o almejas, y también en preparaciones de pescados como el pez espada (emperador).